# Bulbophyllum maxillare
Bulbophyllum maxillare es una especie de orquídea epifita originaria del Sudeste de Asia.    

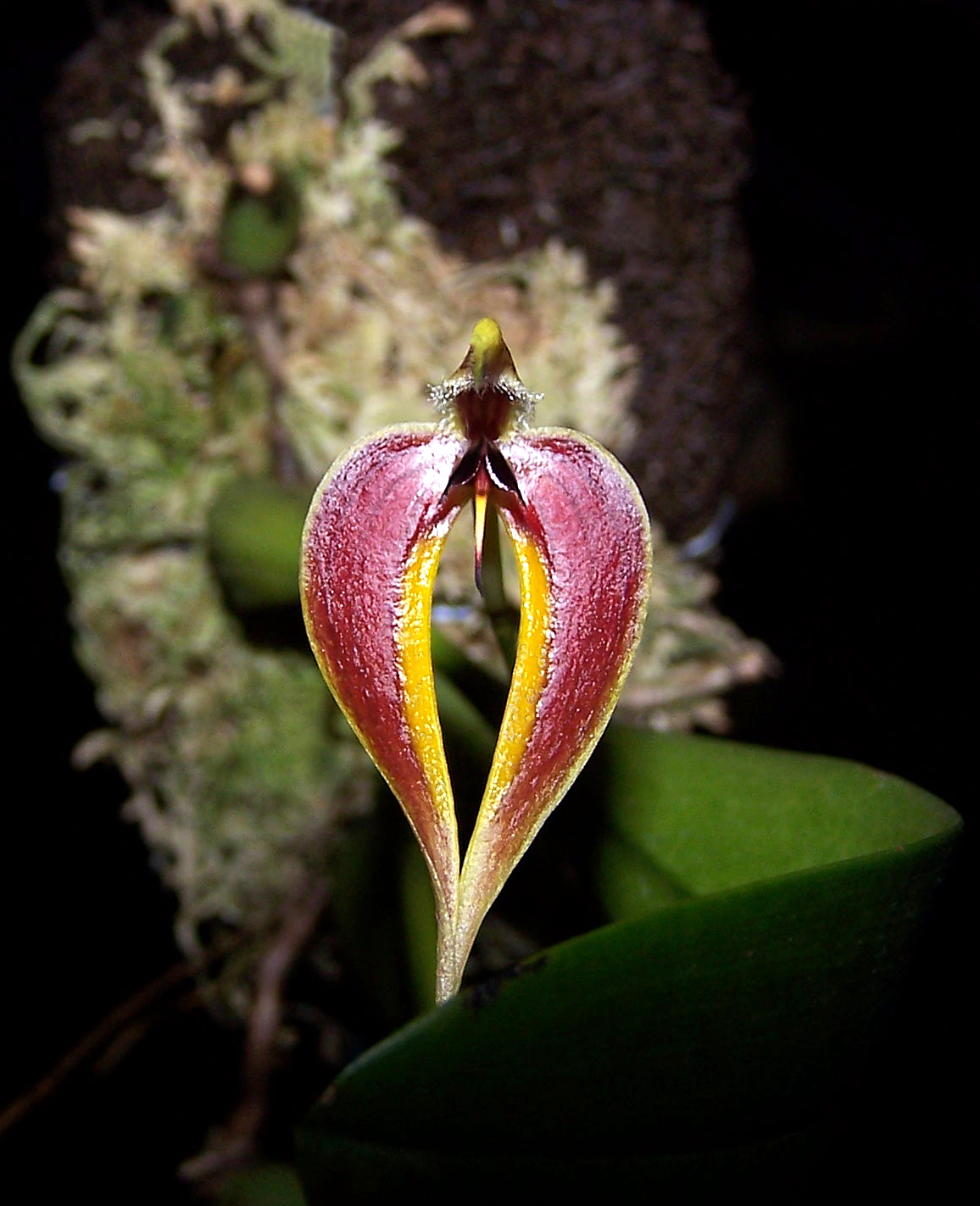
Detalle de la flor

## Descripción
Es una  orquídea de tamaño pequeño, de crecimiento cálido con hábitos epífitas  con pseudobulbos unifoliados con una hoja ovada a elíptica, coriácea. Florece en una inflorescencia erecta con flores simples  de 15 cm de largo, inflorescencia que se encuentra justo por debajo la altura de la hoja

## Distribución y hábitat
Se encuentra en  Malasia, Sumatra, Java, Borneo, Sulawesi, Nueva Guinea, Filipinas, las Islas Salomón y Australia  en los troncos de los árboles en las elevaciones de nivel del mar a 600 metros de los bosques achaparrados.   

## Taxonomía
Bulbophyllum maxillare fue descrita por (Lindl.) Rchb.f. in W.G.Walpers  y publicado en Annales Botanices Systematicae 6: 248. 1964.
Etimología
Bulbophyllum: nombre genérico que se refiere a la forma de las hojas que es bulbosa.
maxillare: epíteto latino que significa "maxilar".
Sinonimia
- Bulbophyllum cuspidilingue Rchb.f.
- Bulbophyllum ephippium Ridl.
- Bulbophyllum blumei (Lindl.) J.J.Sm.
- Bulbophyllum maxillare (Lindl.) Rchb.f.
- Cirrhopetalum blumei Lindl.
- Cirrhopetalum maxillare Lindl.
- Ephippium ciliatum Blume
- Ephippium masdevalliaceum (Kraenzl.) M.A.Clem. & D.L.Jones
- Phyllorchis maxillaris (Rchb. f.) Kuntze
- Phyllorkis blumei (Lindl.) Kuntze
- Phyllorkis maxillaris (Lindl.) Kuntze[3][4]